# Tanum
Tanum (o Tanumshede) è una città di 1.600 abitanti del Bohuslän, appartenente alla contea di Västra Götaland, in Svezia. È la sede della municipalità di Tanum. La regione nei dintorni di Tanum è stata inclusa nell'elenco dei Patrimoni dell'umanità dell'UNESCO a causa della sua alta concentrazione di incisioni rupestri.

## Incisioni rupestri
Qui si trova la più grande roccia piatta della Scandinavia con incisioni rupestri risalenti all'età del bronzo, la Vitlyckehäll, scoperta nel 1972 da Age Nilsen mentre stava piazzando cariche esplosive per lavori di costruzione. L'età del bronzo varia a seconda della regione geografica in cui è avvenuta: l'età del bronzo scandinava si stima che vari fra il XVIII e il VI secolo a.C.
In tutto a Tanum sono stati scoperti circa 3.000 petroglifi su circa 100 rocce, concentrate in 5 diverse aree in una striscia di 25 chilometri che, durante l'età del bronzo, era la linea costiera di un fiordo, e che si estende su di un'area di circa 50 ettari.
Le popolazioni nordiche delle età del bronzo e del ferro erano particolarmente abili nella navigazione e nella costruzione di oggetti in legno, cosa che si riflette nelle scene rappresentate nelle incisioni rupestri in cui spesso si vedono imbarcazioni del tipo di quella ritrovata nel 1921 a Hjortspring.
Alcuni glifi rappresentano scene di caccia (in uno compare un cacciatore armato di arco), scene legate all'agricoltura (compresa una scena in cui si vede un aratro tirato da una coppia di buoi con in mano quello che potrebbe essere un ramo o una sorta di frustino fatto di numerose strisce di cuoio).
Le incisioni su roccia corrono un grave pericolo di erosione a causa dell'inquinamento atmosferico. Nonostante la ferma opposizione di alcuni archeologi, esse sono state dipinte di rosso per essere meglio visibili da parte dei turisti.

## Galleria d'immagini

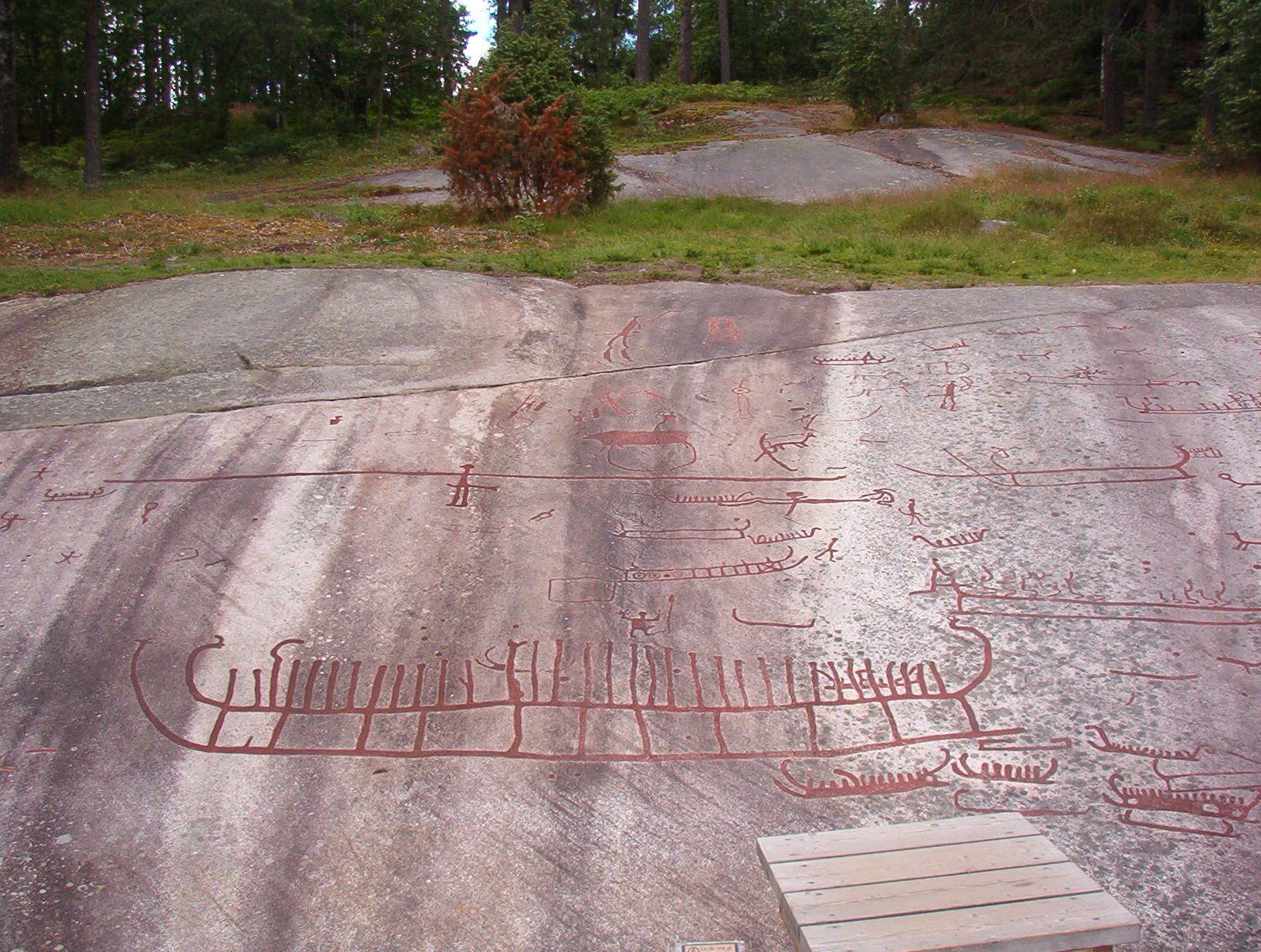
La Vitlyckehäll
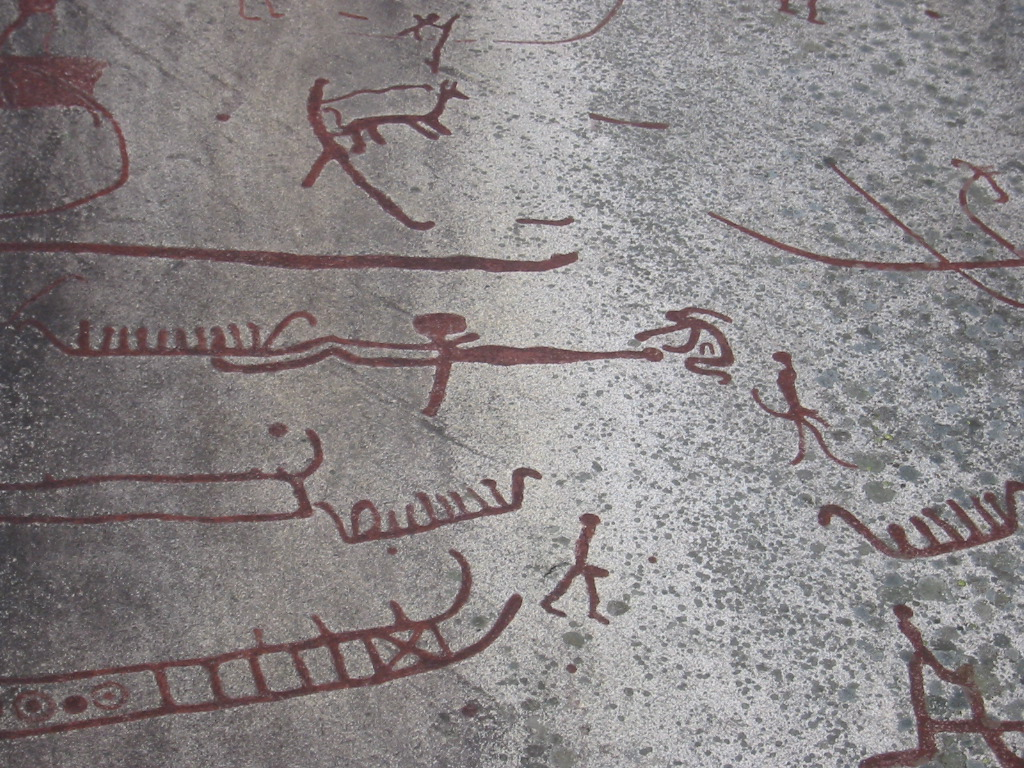
La donna addolorata.
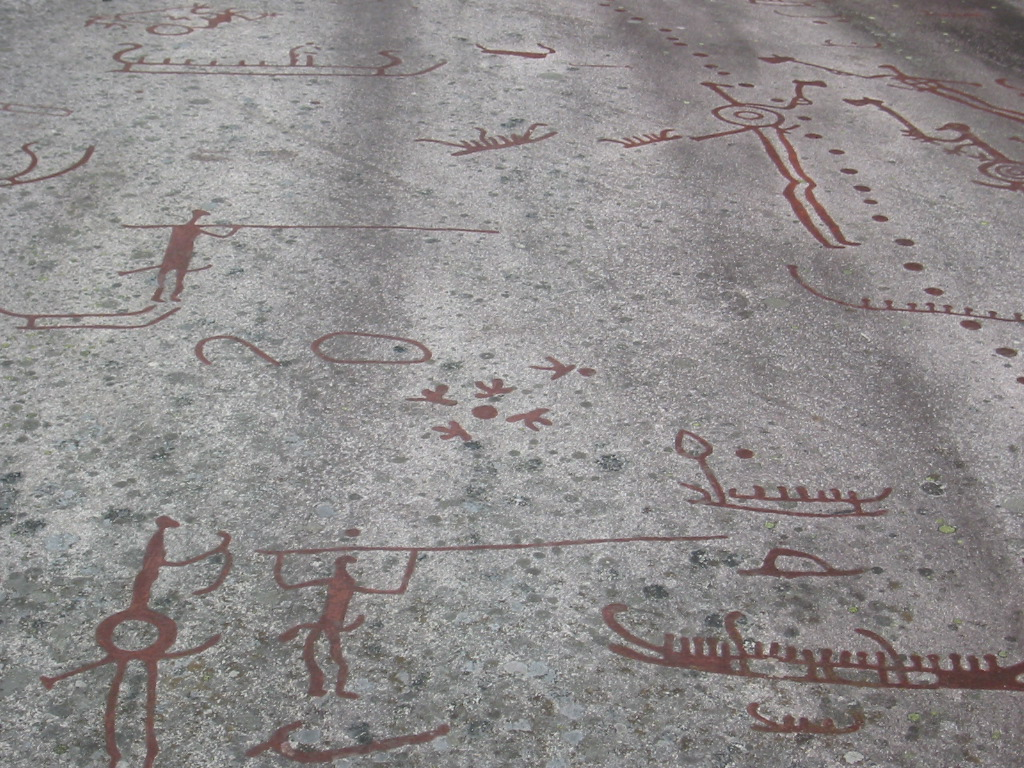
Uccelli.
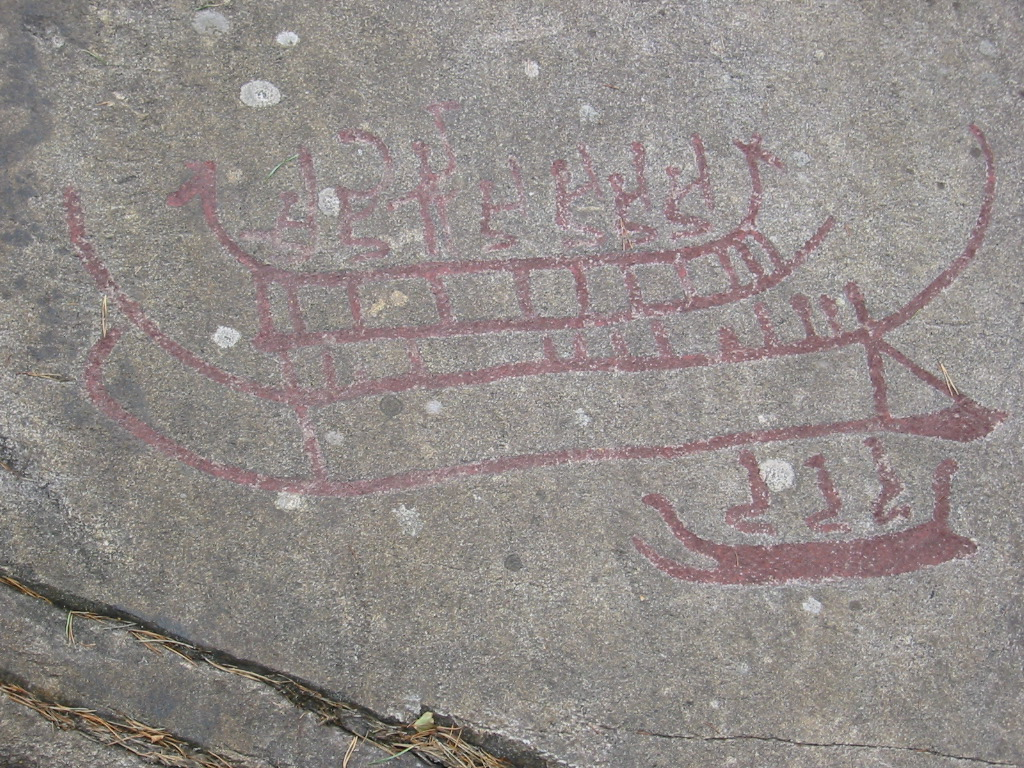
Barca solare per i funerali.
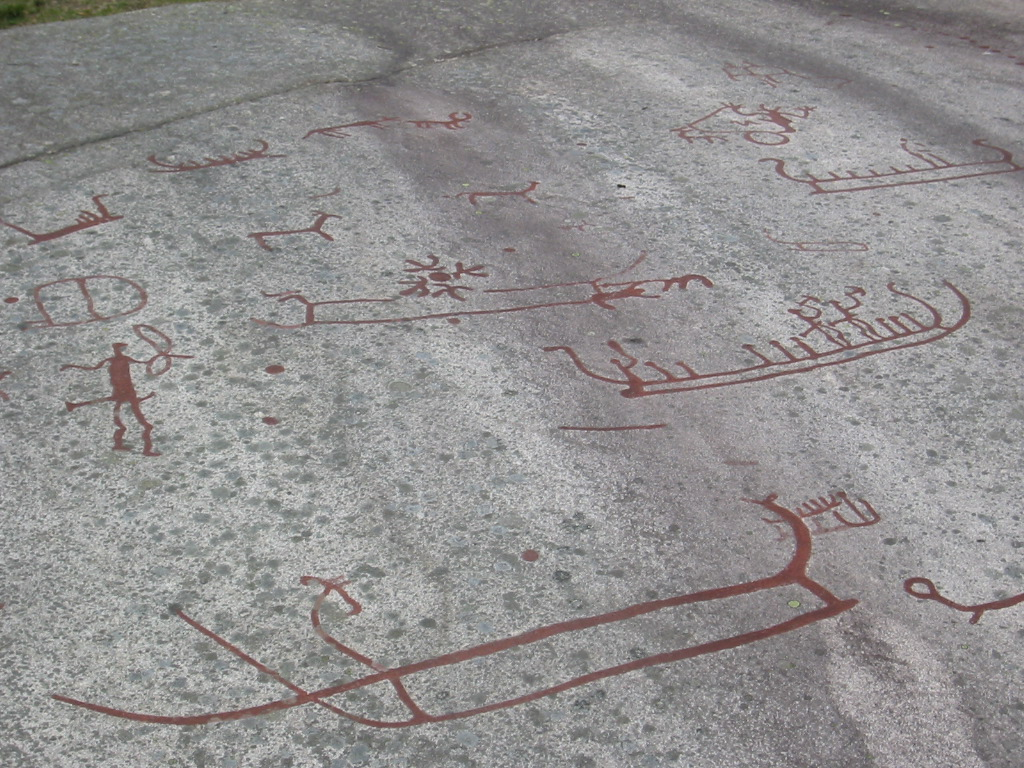
Il carro.
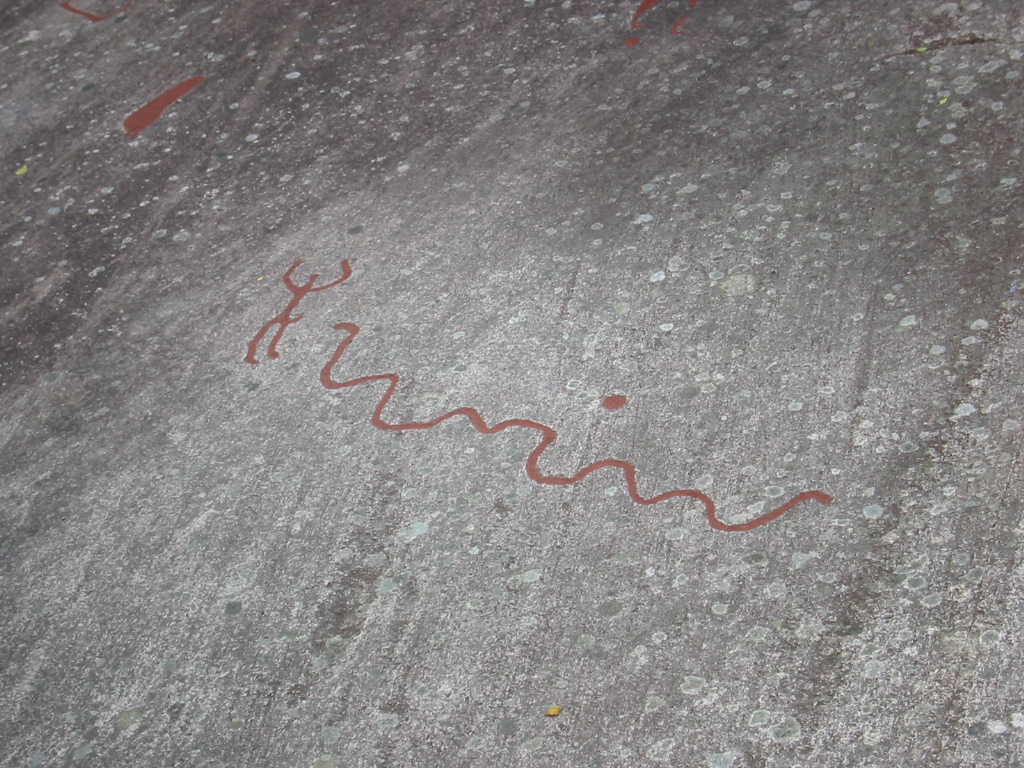
Il serpente.